# Johann Steinlein
Johann Steinlein (* 15. September 1891; † Dezember 1963 oder Januar 1964), auch Jean gerufen,  war ein deutscher Fußballspieler, der mit dem 1. FC Nürnberg 1920 die Deutsche Meisterschaft gewann.

## Karriere
Steinlein gehörte von 1908 bis 1921  dem 1. FC Nürnberg als linker Verteidiger an, für den er in den vom Süddeutschen Fußball-Verband organisierten Meisterschaften im Ostkreis, zunächst in der Staffel Mittelfranken, ab der Folgesaison in der Staffel Nord, danach – und vorerst zuletzt – im leistungsdichteren, nicht in Staffeln unterteilten Ostkreis sowie die Saison 1919/20 und 1920/21 in der Kreisliga Nordbayern Punktspiele bestritt. Während seiner Vereinszugehörigkeit gewann er mit seiner Mannschaft einmal – am Ende seiner Premierensaison – die Ostkreismeisterschaft, je zweimal die Nordbayerische und die Süddeutsche Meisterschaft und 1919 den Süddeutschen Pokal. Aufgrund der 1920 gewonnenen Süddeutschen Meisterschaft war er mit seiner Mannschaft als Teilnehmer an der Endrunde um die Deutsche Meisterschaft qualifiziert. Er bestritt das mit 2:0 beim VfB Leipzig gewonnene Viertel- als auch das mit 3:0 beim Stettiner FC Titania gewonnene Halbfinale und trug somit zum Einzug in das am 13. Juni 1920 in Frankfurt am Main ausgetragene Finale bei, aus dem er als dienstältester Clubspieler als Meister – die SpVgg Fürth wurde mit 2:0 bezwungen – hervorging. Sein Erfolg war vorerst gefährdet, weil ihm sein Arbeitgeber zunächst nicht frei geben wollte.
Bei der erfolgreichen Titelverteidigung kam er weder in den Endrundenspielen, noch im Finale zum Einsatz, da an seiner Stelle Michael Grünerwald gemeinsam mit Gustav Bark verteidigte.
Wegen eines 1922 im Knie zugezogenen Sehnenrisses beendete er daraufhin seine Fußballerkarriere. Infolge seines im Jahr 1912 aufgenommenen Studiums, weshalb er den Club verließ – deshalb lediglich 86 Spiele bestritt – zu ihm erst nach dem Ende des Ersten Weltkriegs zurückkehrte, zwischenzeitlich als Bankangestellter tätig war, promovierte an der Friedrich-Alexander-Universität Erlangen-Nürnberg zum Doktor der Wirtschafts- und Sozialwissenschaften (Dr. rer. pol.).

## Erfolge
- Deutscher Meister 1920
- Süddeutscher Meister 1920, 1921
- Nordbayerischer Meister 1920, 1921
- Süddeutscher Pokal-Sieger 1919
- Ostkreismeister 1909

## Sonstiges
Über den großgewachsenen Gymnasiasten urteilte eine Nürnberger Zeitung 1912: “Ein Hüne von Gestalt, war er die Verkörperung fairer Spielweise. In den hartnäckigsten Kämpfen verlor Steinlein nie seine ruhige Überlegung. Er beherrschte nicht nur das Spiel, sondern auch sich selbst.” Im Widerspruch zu diesem Image steht eine Episode aus dem Endrundenspiel um die Meisterschaft im Ostkreis beim Lokalrivalen SpVgg Fürth im Jahr 1910. Im Spielverlauf rammte Steinlein seinem Fürther Gegenspieler den Ellbogen derart in den Magen, dass dieser bewusstlos wurde. Als das Fürther Publikum ihn daraufhin mit „Pfui“-Rufen bedachte, provozierte Steinlein die Menge mit dem Ausruf: „Ihr Lausbuben!“. Nach den anschließenden Zuschauerausschreitungen gewann der Club das Spiel mit 2:1, dem Fürther Protest auf ein Wiederholungsspiel wurde jedoch stattgegeben. Dieses allerdings konnte der Club erneut und mit 5:0 deutlich für sich entscheiden.